# 納爾瓦文化
纳尔瓦文化或东波罗的海文化是在今爱沙尼亚、拉脫維亞、立陶宛、加里宁格勒（前為東普魯士）以及波兰、白俄罗斯和俄罗斯的邻近地区发现的歐洲新石器時代考古学文化，以爱沙尼亚的納爾瓦河命名。作为中石器時代昆達文化的继承者，纳尔瓦文化一直延续到青铜时代的开始。纳尔瓦文化的时间跨度有争议，其中津克維丘斯將之定義為约前5300年至约前1750年（间接引用）。該文化發展出狩獵採集技术。

## 技術與文物

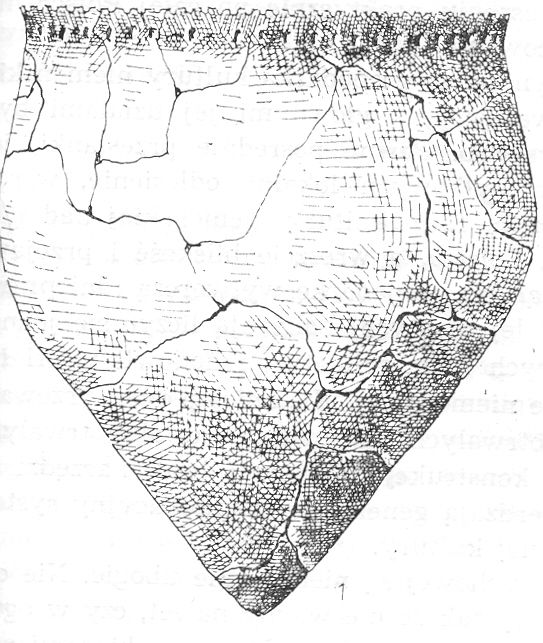
纳尔瓦文化的陶器

纳尔瓦人几乎没有机会接触到燧石，因此他们被迫进行贸易，並保护他们的燧石资源。纳尔瓦文化中的燧石箭头很少，而且燧石经常被重用。纳尔瓦文化依赖于在地的物資（骨头、角、片岩）。研究人员在瓦爾代高地发现了粉红色的燧石碎片，并在尼曼文化的分佈地域内发现了大量典型的纳尔瓦陶器，然而在纳尔瓦文化的分佈地域内没有发现来自尼曼文化的物品，這也成為纳尔瓦人進行贸易的证据。大量使用骨头和角是纳尔瓦文化的主要特征之一。从前身昆达文化延续下来的骨器是纳尔瓦文化在新石器时代得以延续的证据。纳尔瓦人在被埋葬時几乎没有陪葬品。纳尔瓦文化存在琥珀的使用和交易，而在尤奧德克蘭特即发现了数百件琥珀物品。纳尔瓦文化著名的文物之一是在什文托伊发现的用角雕刻成雌性駝鹿头形象的仪式用手杖。
纳尔瓦人主要是渔民、猎人和采集者。他们在新石器时代中期慢慢开始發展畜牧业。纳尔瓦人不是游牧民族，並长期居住在同一个定居点，而這從大量的陶器、贝塚和建在湖泊和河流中以帮助捕鱼的構造物見得。纳尔瓦陶器与櫛目文土器文化的陶器有相似之处，但具有特定的特征，其一是将粘土与其他有机物质（通常是压碎的螺殼）混合。纳尔瓦陶器的边缘由6至9（2.4至3.5英寸）宽的粘土条組成，周围有少量装饰。纳尔瓦陶器的内部又宽又大，其高度和宽度通常相同。纳尔瓦陶器的底部是尖的或圆的，只有晚期的陶器才有窄平的底部。从新石器时代中期开始，纳尔瓦陶器受到绳纹器文化的影响，並最终消亡。

## 史學與研究
长期以来，考古学家认为该地区的首批居民是被绳纹器文化的人推向了北方的芬兰-乌戈尔人。1931年，拉脱维亚考古学家埃杜阿爾德斯·什圖爾姆斯首次注意到在拉脱维亚澤布魯斯湖附近发现的文物與芬兰-乌戈尔人的文物有所不同，並有可能属于不同的考古文化。在1950年代初期，纳尔瓦河上的定居点被挖掘出来。萊姆比特·亞尼特斯和妮娜·尼古拉耶芙娜·古麗娜将相關发现与波罗的海东部地区的类似文物进行歸類，并對纳尔瓦文化進行了描述。
起初，人们认为纳尔瓦文化随着绳纹器文化的出现而结束。然而，较新的研究将纳尔瓦文化的時間跨度扩展到青铜时代。由于纳尔瓦文化持續了几千年，並有广阔的分佈地域，考古学家试图将文化再按地域或时期细分。例如，立陶宛有两个地区：南部（受尼曼文化影响）和西部（主要定居点在什文托伊）。學術界對於纳尔瓦文化所代表的族群有所爭論：一方主張為芬兰-乌戈尔人，而另一方則主張為在原始印欧人抵達歐洲前的高加索人。纳尔瓦文化如何与遷徙到歐洲的印欧人（绳纹器文化和球状双耳瓶文化），以及和波羅的人的互動關係至今未明。

## 遺傳學
根據琼斯等人在2017年發表的論文，他們检查了埋葬於约前5780年至约前5690年的纳尔瓦人男性遗骸。研究顯示，該男性是父系單倍型類羣R1b1b和母系單倍型類羣U2e1的携帶者。研究確定相較於东方狩猎采集者，纳尔瓦人和此前的昆达人与西方狩猎采集者的遺傳亲缘关系更近。
根據萨格等人等人在2017年發表的論文，他們確定纳尔瓦男性均存在單倍型類羣U5a2d。
根據米特尼克等人在2018年發表的論文，他們對24名纳尔瓦人進行了分析。在他們提取的4份Y染色體样本中，一份属于單倍型類羣I2a1a2a1a，一份属于單倍型類羣I2a1b，一份属于單倍型類羣I，一份属于單倍型類羣R1。在他們提取的10份线粒体DNA样本中，8个属于單倍型類羣U5，1个属于單倍型類羣U4a1，1个属于單倍型類羣H11。單倍型類羣U5在西方狩猎采集者和斯堪的纳维亚狩猎采集者中很常见。研究亦检测到来自东方狩猎采集者的遗传基因影响。
根據馬錫森在2015年發表的論文，他分析了大量埋葬在茲韋伊尼埃基墓葬羣的人，其中大多数与昆达文化和随后的纳尔瓦文化有关。自在該墓葬羣埋葬的人提取的线粒体DNA樣本僅屬於單倍型類羣U5、U4和U2，而自在該墓葬羣埋葬的人提取的Y染色體樣本則有绝大多数屬於單倍型類羣R1b1a1a和單倍型類羣I2a1。研究结果证实，昆达人和纳尔瓦人具有70%的西方狩猎采集者血統和30%的东方狩猎采集者血統。與之相反，附近的当代櫛目文土人則具有約65%的东方狩猎采集者血統。研究也發現，来自继承纳尔瓦文化的绳纹人与颜那亚文化有遗传关系。